# الآريا

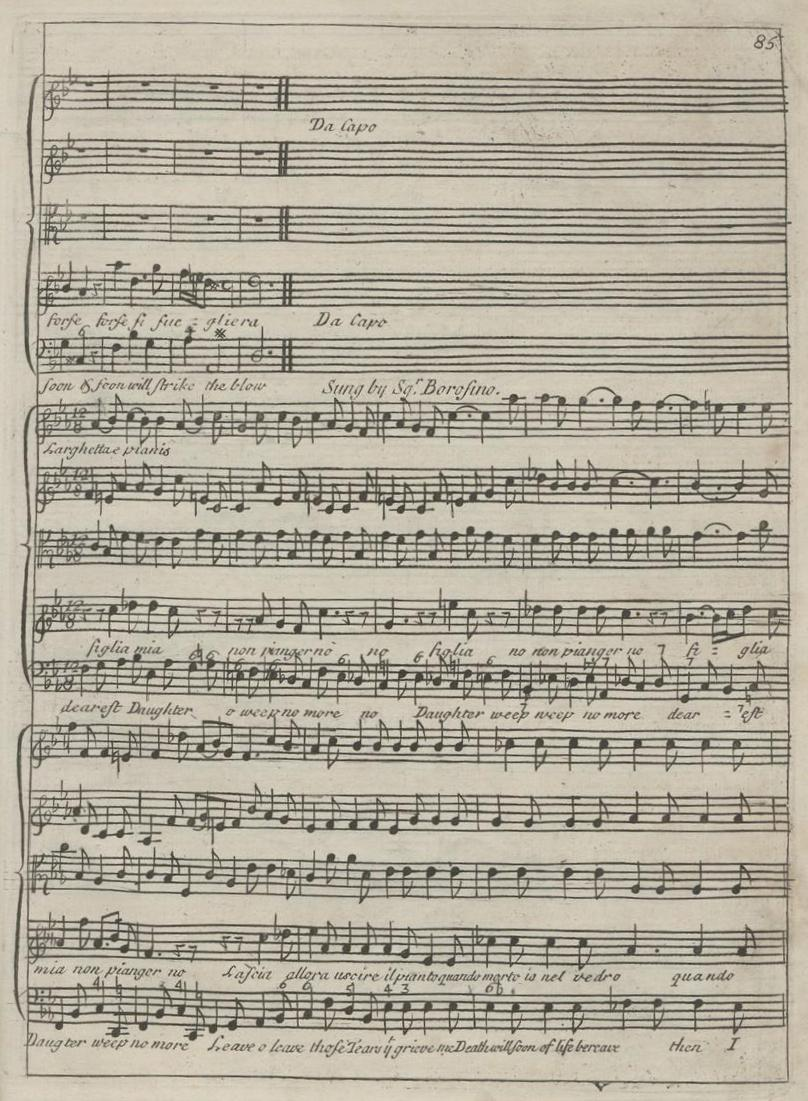

الآريا (بالإنجليزية: Aria)‏ في الموسيقى هي تعبير عن شعور الشخصيات وتوضح الذروة العاطفية في الدراما وهي أكثر تعبيرية وتنغيما من الرسيتاتيف. هنا كل أو جزء من الأوركسترا يدخل لينضم إلى الباص المستمر وبالتالي يقدم دعم صوتي قوي. في الواقع حسب السرد الروايات الحالية، عادة تحدث جمهور الباروك أثناء الرسيتاتيف وسكت أثناء الآريا فقط. أخيرا في حين يتعلق الرسيتاتيف بتوصيل النص بسرعة، الآريا تتحرك ببطء، وتكرر الكلمات لرفع أثرها الدرامي، وتمد الحروف المتحركة خلال الزخرفة الصوتية (المليسيما). هذه اللحظات ليس فقط تعبير عن المشاعر، لكنها لحظات من الجمال الموسيقي.

## هوامش
1. ↑  "معلومات عن الآريا على موقع d-nb.info". d-nb.info. مؤرشف من الأصل في 2019-12-10.
2. ↑  "معلومات عن الآريا على موقع jstor.org". jstor.org. مؤرشف من الأصل في 2019-05-25.
3. ↑  "معلومات عن الآريا على موقع cultureelwoordenboek.nl". cultureelwoordenboek.nl. مؤرشف من الأصل في 2016-12-08.